# Карлссон, Маркус
Маркус Карл Улоф Карлссон (швед. Markus Carl Olof Karlsson; род. 20 января 2004, Стокгольм) — шведский футболист, защитник «Хаммарбю».

## Клубная карьера
Является воспитанником «Хаммарбю», где начал заниматься в пятилетнем возрасте. В декабре 2021 года подписал первый профессиональный контракт с клубом, рассчитанный на три года. В сезоне 2022 года выступал за «Хаммарбю Таланг» в первом дивизионе. Первую игру за основной состав «Хаммарбю» провёл 25 февраля 2023 года в матче группового этапа кубка страны с «Норрбю». В чемпионате Швеции дебютировал 25 мая в матче с «Дегерфорсом». Карлссон появивился на поле в стартовом составе и на 42-й минуте открыл счёт в игре.

## Клубная статистика
| Выступление       | Выступление      | Выступление      | Лига | Лига | Кубки | Кубки | Конт. кубки | Конт. кубки | Итого | Итого |
| Клуб              | Лига             | Сезон            | Игры | Голы | Игры  | Голы  | Игры        | Голы        | Игры  | Голы  |
| ----------------- | ---------------- | ---------------- | ---- | ---- | ----- | ----- | ----------- | ----------- | ----- | ----- |
| Хаммарбю          | Алльсвенскан     | 2023             | 4    | 1    | 2     | 0     | 0           | 0           | 6     | 1     |
| Хаммарбю          | Итого            | Итого            | 4    | 1    | 2     | 0     | 0           | 0           | 6     | 1     |
| → Хаммарбю Таланг | Дивизион 1       | 2022             | 19   | 0    | 0     | 0     | 0           | 0           | 19    | 0     |
| → Хаммарбю Таланг | Дивизион 1       | 2023             | 6    | 0    | 0     | 0     | 0           | 0           | 6     | 0     |
| → Хаммарбю Таланг | Итого            | Итого            | 25   | 0    | 0     | 0     | 0           | 0           | 25    | 0     |
| Всего за карьеру  | Всего за карьеру | Всего за карьеру | 29   | 1    | 2     | 0     | 0           | 0           | 31    | 1     |